# Padogobius nigricans
Padogobius nigricans là một loài cá thuộc họ Gobiidae. Nó là loài đặc hữu của Ý. Môi trường sống tự nhiên của nó là các con sông. Nó bị đe dọa do mất môi trường sống.